# Ceuthomantis cavernibardus
Espèce
Synonymes
- Eleutherodactylus cavernibardus Myers & Donnelly, 1997
- Pristimantis cavernibardus (Myers & Donnelly, 1997)

Statut de conservation UICN

 DD  : Données insuffisantes
Ceuthomantis cavernibardus est une espèce d'amphibiens de la famille des Craugastoridae.

## Répartition
Cette espèce est endémique de l'État d'Amazonas au Venezuela. Elle se rencontre vers 1 200 m d'altitude sur le Pico Tamacuari sur la Sierra Tapirapecó à la frontière avec le Brésil.

## Description
Les mâles mesurent de 27 à 31 mm et les femelles de 30 à 32 mm.

## Publication originale
- Myers & Donnelly, 1997 : A tepui herpetofauna on a granitic mountain (Tamacuari) in the borderland between Venezuela and Brazil: report from the Phipps Tapirapeco Expedition. American Museum Novitates, no 3213, p. 1-71 (texte intégral).